# Edén Glacier
Edén Glacier är en glaciär i Antarktis. Den ligger i Västantarktis. Argentina, Chile och Storbritannien gör anspråk på området. Edén Glacier ligger 246 meter över havet.
Terrängen runt Edén Glacier är lite bergig. Trakten är obefolkad. Det finns inga samhällen i närheten.